# Friedhofskapelle (Hostert)

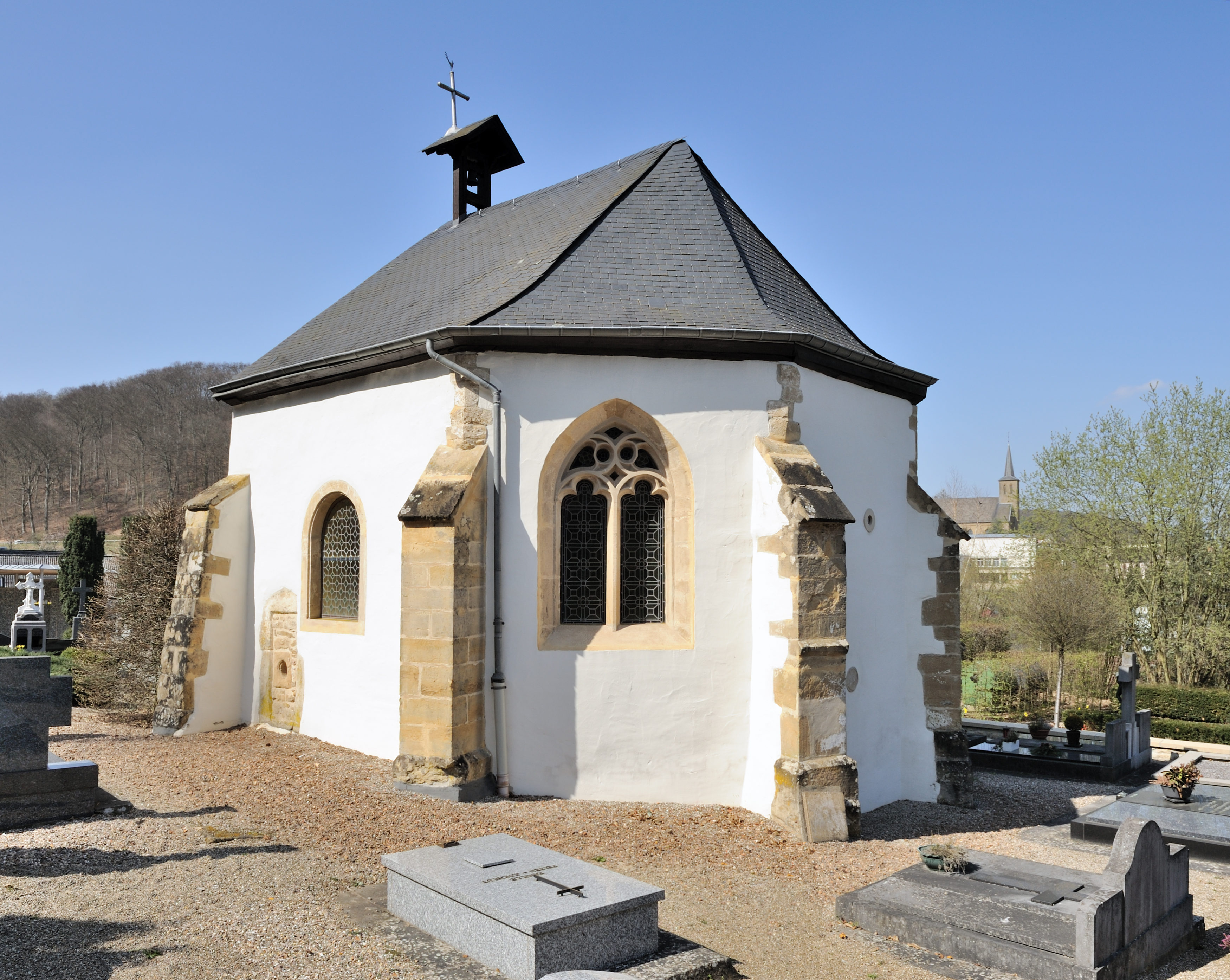
Friedhofskapelle Hostert

Die römisch-katholische Friedhofskapelle (lux.: Kapell um Kierfecht; franz.: Chapelle du cimetière ) von Hostert (lux.: Hueschtert) (Gemeinde Niederanven)  im Großherzogtum Luxemburg ist als nationales Monument klassiert.

## Geschichte
Die Friedhofskapelle geht vermutlich auf das 14. Jahrhundert zurück und war ursprünglich wohl Kapelle eines Landgutes der Grafen von Luxemburg. Später wurde sie erweitert und diente als Chorraum der dem heiligen Johannes dem Täufer geweihten Pfarrkirche von Hostert. Diese umfassenden Erweiterungen fanden in den Jahren 1686 und 1728 statt. Neben dem westlich angebauten Kirchenschiff gehörten zu dem Gotteshaus auch eine Krypta und ein Glockenturm. 
1859 wurde im Ort eine größere neue Pfarrkirche geweiht und das Langhaus und der Turm der alten Kirche 1860 niedergelegt. Einzig der Chorraum wurde als Friedhofskapelle hergerichtet. In der Westwand ist heute noch der vermauerte Chorbogen zum Langhaus erkennbar. Die Kapelle ist seit 1976 nationales Monument.